# 加賀市立錦城中学校
加賀市立錦城中学校（かがしりつ きんじょうちゅうがっこう）は、石川県加賀市にある公立中学校。
現在の校舎は2代目で、建築家安藤忠雄が設計したものである。2009年3月7日に日本テレビの「世界一受けたい授業」に安藤忠雄が講師として招かれ紹介した。
創立50周年事業に建てられたカリヨンタワー「未来」がある。

## 沿革
- 1947年4月1日 - 大聖寺町立錦城中学校として開校。
- 1952年4月4日 - 三木村立三木中学校と統合し、大聖寺町三木村学校組合立錦城中学校となる
- 1958年1月1日 - 加賀市制の施行により、加賀市立錦城中学校に改称。
- 1959年4月1日 - 加賀市立南郷中学校、加賀市立三谷中学校と統合。
- 1965年4月1日 - 加賀市立塩屋中学校と統合。加賀市立橋立中学校のうち高尾地区を当校校区に編入
- 2002年12月24日 - 2代目校舎が竣工、2003年1月から使用している。

## 出身者
- ダンディ坂野 - お笑い芸人。
- 山田修路 - 政治家
- 木田貴明 - プロバスケットボール選手

## 交通アクセス
- IRいしかわ鉄道線・ハピラインふくい線 大聖寺駅下車